# Özge Yağız
Özge Yağız (Istanbul, 26 settembre 1997) è un'attrice turca.

## Biografia
Nata nel 1997 a Istanbul (Turchia), Özge Yağız dopo aver completato l'istruzione primaria e secondaria, ha deciso di iscriversi presso l'accademia di scienze della comunicazione dell'Università di Başkent, dove al termine degli studi ha conseguito la laurea. Dal 2016 2018 ha fatto il suo esordio sul piccolo schermo con il ruolo di Zeliha nella serie Adını Sen Koy. Nel 2019 e nel 2020 ha ottenuto il ruolo di Reyhan Tarhun nella serie Yemin, seguita nel 2020 e nel 2021 dal ruolo di Serra Yıldırım nella serie Sol Yanım.
Nel 2021 ha fatto parte del cast della serie İçimizden Biri, nel ruolo di Havva Aladağ, seguita nel 2022 dalla serie Baba, nel ruolo di Büşra Saruhanlı. Nel 2022 ha prestato la voce al personaggio di Mia nel film d'animazione Blue e Flippy - Amici per le pinne (Malchik-delfin) diretto da Mohammad Kheyrandish. Dal 2022 al 2024 ha interpretato il ruolo di Seher nella serie Çekiç ve Gül: Bir Behzat Ç. Hikayesi. Nel 2023 e nel 2024 è stata scelta per interpretare il ruolo principale di Feraye Yılmaz nella serie Safir, insieme agli attori İlhan Şen e Burak Berkay Akgül. Nel 2024 ha fatto il suo esordio al cinema con il ruolo di Zeynep nel film Beyaz Eşya diretto da Hakan Eser, seguito nel 2025 da quello di Dilek nel film Başka Türlü Aşk diretto da Hande Türkel e quello di Güneş nella serie Gözleri Karadeniz.

## Filmografia

### Attrice

#### Cinema
- Beyaz Eşya, regia di Hakan Eser (2024)
- Başka Türlü Aşk, regia di Hande Türkel (2025)

#### Televisione
- Adını Sen Koy – serie TV, 359 episodi (TV8, 2016-2018)
- Yemin – serie TV, 245 episodi (Kanal 7, 2019-2020)
- Sol Yanım – serie TV, 12 episodi (Star TV, 2020-2021)
- İçimizden Biri – serie TV, 6 episodi (Show TV, 2021)
- Baba – serie TV, 30 episodi (Show TV, 2022)
- Çekiç ve Gül: Bir Behzat Ç. Hikayesi – serie TV, 8 episodi (BluTV, 2022-2024)
- Safir – serie TV, 26 episodi (ATV, 2023-2024)
- Gözleri Karadeniz – serie TV (ATV, 2025)

### Doppiatrice

#### Cinema
- Blue e Flippy - Amici per le pinne (Malchik-delfin), regia di Mohammad Kheyrandish (2022)

## Riconoscimenti
- Festiculture Etkinliği
  - 2023: Vincitrice come Attrice televisiva femminile preferita dell'anno per la serie Safir[22]
- Harper's Bazaar Women of Year
  - 2023: Vincitrice come Stella nascente[23]
- Pantene Golden Butterfly Awards
  - 2023: Vincitrice come Stella nascente[24]